# 隆得戴爾
在英國作家托爾金（J.R.R. Tolkien）的奇幻小說世界中土大陸裡，隆得戴爾（Lond Daer）是位於伊利雅德（Eriador）的港口。
隆得戴爾最先由努曼諾爾航海家、皇帝塔爾-阿達瑞安（Tar-Aldarion）修建。第二紀元中後期這座港口開始衰落，至第三紀元時化為廢墟。

## 地理
隆得戴爾位於中土大陸的中部，建於關絲洛河（Gwathló）河口。此地背靠的伊寧威治（Enedwaith）與敏西力亞斯一度是幅員極廣的森林，第二紀元中後期這座森林已被毫無止境的砍伐和連綿戰火所摧毀。
溯河而上200英里是戰略要地塔巴德（Tharbad），它控制著關絲洛河的渡口，日後逐漸取替了隆得戴爾的重要性。

## 名字
隆得戴爾（Lond Daer）是辛達林語的名字，解作「偉大港口」Great haven。最初阿達瑞安喚這地作維雅隆迪（Vinyalondë），在昆雅語中有著「新港口」New haven 的意思。
大概在第二紀元中後期，這座港口改稱為隆得戴爾伊寧（Lond Daer Enedh），意思是「居中的偉大港口」Great middle haven，因為隆得戴爾座落於米斯龍德（Mithlond）與佩拉格兩座港口之間。

## 總覽
隆得戴爾是一座努曼諾爾（Númenor）的港口城市，也是她在中土的首處殖民地。阿達瑞安修築此地的目的是為了讓沿河流下的木材可以轉運到努曼諾爾，方便建船冒險。阿達瑞安憑著他從瑟丹（Círdan）學會的知識興修隆得戴爾，但他的努力總因為不同問題而白費，終他一生隆得戴爾還是沒能建成。
阿達瑞安的工作得到後人繼承，經過數百年修繕與發展，隆得戴爾成為帝國於紀元中期最重要的港口，是船塢、探險旅程的起點、資源運輸的中轉站與運送兵力的基地。其最重要作用莫過於精靈與索倫之戰爭（War of Elves and Sauron）裡讓努曼諾爾艦隊及時趕到支援精靈作戰。不過，這場戰爭也使隆得戴爾背靠的廣闊森林化為烏有，故此這座港口逐漸衰落，被塔巴德、佩拉格、昂巴（Umbar）等新興港口取代。隆得戴爾逐漸隱遁於歷史，最後淪為廢墟。

## 歷史

### 建港及興盛
第二紀元750至800年間，阿達瑞安抵達中土大陸，興修了維雅隆迪，將它當是運送木材的港口、冒險旅程的中途站和船塢，亦預見努曼諾爾將會需要一座位於中土大陸的港口，以便協助吉爾加拉德（Gil-galad）抵禦邪惡。因著人力不足、海浪的破壞與森林原居民的攻擊，直至阿達瑞安逝去以前，維雅隆迪仍未成功建成。不過努曼諾爾人並沒有放棄，維雅隆迪的建設終趨完善。
數百年內，隆得戴爾成為努曼諾爾於中土的唯一重要據點與港口，憑著其背靠的巨大森林擁有比其他地方的優勢。索倫（Sauron）向精靈開戰後，隆得戴爾發揮阿達瑞安昔日預見的作用，運輸兵力支援精靈。努曼諾爾海軍司令凱雅圖（Ciryatur）指派一支部隊登陸隆得戴爾，攻擊索倫的後方，在關絲洛河重創於伊利雅德敗退的敵軍，取得全勝。

### 衰落
隆得戴爾憑著伐林興盛，亦因此而衰落。伊寧威治和敏西力亞斯（Minhiriath）的原居民（登蘭德人的祖先）早已痛恨努曼諾爾人的無節制砍伐，以埋伏與遊擊方式抗爭。努曼諾爾人只視他們為墮落人類，對他們趕盡殺絕，又不維護森林和重新種植，且作為報復更進一步砍伐樹林。慢慢隆得戴爾的林木就開始短缺了，加上索倫為了打擊努曼諾爾，幫助原居民發動襲擊，多次燒毀儲木場，波及森林，故此到索倫退出伊利雅德時，隆得戴爾最依賴的森林已經剩餘無幾。
造船已不可行，隆得戴爾的重要性遂下降。為了滿足對財富的無止渴求，努曼諾爾人在南方建立了新的港口，如佩拉格（Pelargir）和昂巴等。隆得戴爾大概此時改稱為隆得戴爾伊寧，其用途也變為使通往塔巴德，再轉向中土北方的交通更方便。
努曼諾爾陸沉後，亞爾諾（Arnor）應該獲取隆得戴爾的統治權，不過這港口的作用已不大，並逐漸崩毀，最終變成廢墟。

## 資料來源
1. 1 2 3 4  《未完成的故事》 1998年 HarperCollins出版 "Index"
2. 1 2 3  《未完成的故事》 1998年 HarperCollins出版 "History of Galadriel and Celeborn" P.345：「... as being between the havens of Lindon in the North and Pelargir on the Auduin, ... for according to the Tale of Years Pelargir was not built until the year 2350...」
3. 1 2 3  《未完成的故事》 1998年 HarperCollins出版 "Aldarion and Erendis"